# Kaminaljuyu
Kaminaljuyu er en større præklassisk mayabebyggelse delvis overgroet af den moderne Guatemala City. Kontrol over obsidianminer sikrede denne lokalitet en førerposition indtil et vulkanudbrud ødelagde landbrugsjorden i store dele af området og tvang bønderne til bosætte sig andetsteds. Byen fortsatte dog med at være beboet indtil de spanske conquistadores ankom.